# Natação nos Jogos Olímpicos de Verão de 1904 - 220 jardas livre masculino
A prova de 220 jardas livre da natação foi realizada como parte dos programa da Natação nos Jogos Olímpicos de Verão de 1904. Foi a segunda edição do evento nas Olimpíadas, embora a única em que a distância de jardas foi utilizada. A distância, aproximadamente 201 metros, foi um pouco maior do que a de 200 metros utilizada nos Jogos Olímpicos de Verão de 1900 e não retornaria até os Jogos Olímpicos de Verão de 1968.
Quatro nadadores de três nações competiram.

## Medalhistas
| Ouro   | USA Charles Daniels |
| Prata  | AUS Francis Gailey  |
| Bronze | GER Emil Rausch     |

## Formato da competição
O evento foi realizado em uma única prova. Qualquer estilo poderia ser utilizado.

## Resultados

### Final
| Pos.              | Nadador         | CON                | Tempo        | Notas |
| ----------------- | --------------- | ------------------ | ------------ | ----- |
| Medalha de ouro   | Charles Daniels | USA Estados Unidos | 2:44.2       |       |
| Medalha de prata  | Francis Gailey  | AUS Austrália      | 2:46.0       |       |
| Medalha de bronze | Emil Rausch     | GER Alemanha       | 2:56.0       |       |
| 4                 | Edgar Adams     | USA Estados Unidos | Desconhecido |       |